# Serang
Serang ist als ein selbständiges Munizipium (indonesisch Kota „Stadt“) zugleich Hauptstadt der westjavanischen Provinz Banten. Serang ist außerdem Verwaltungssitz des gleichnamigen Regierungsbezirks (indonesisch Kabupaten). Sie beansprucht 6,94 % der Bevölkerung und 2,84 % der Fläche der Provinz Banten.
Das Munizipium Serang ist an drei Seiten von der Regentschaft (Kabupaten) Serang umschlossen und hat nur im Norden die Küste als Grenze (Javasee).

## Lage
Vorherrschend in der Region ist Flachland, das bis zu 648 m ansteigt. Das Munizipium ist 70 km von Jakarta in westlicher Richtung entfernt und dehnt sich zwischen 5°99' bis 6°22' südlicher Breite und 106°07' bis 106°25' östlicher Länge aus.

## Klima
Das tropische Klima bringt eine jährliche Durchschnittstemperatur um 22 °C. Am niedrigsten war sie 2020 im August (20,8 °C) und am höchsten im März bzw. September (35,0 °C). 2020 gab es 220 Regentage, am meisten Regen fiel im Januar (368 mm), der August war der trockenste Monat (20,8 mm Niederschlag). Die Luftfeuchtigkeit schwankte zwischen 41 und 99 %.

## Bevölkerung
Mit 702.228 Einwohnern (Ende 2021), lag Serang in der Rangliste der bevölkerungsreichsten indonesischen Städte auf Platz 21. Der Hauptteil der Bevölkerung ist islamischen Glaubens (97,88 %), der Anteil der Katholiken (0,44 %) und der Protestanten (1,29 %) liegt noch vor dem der Buddhisten.
Die Wachstumsrate zwischen 2010 und 2020 lag bei 1,76 % pro Jahr. Im Geschlechterverhältnis kommen 104,7 Männer auf 100 Frauen.

## Verwaltungsübersicht der Distrikte
| Code 2   | Kecamatan Distrikt | Ibu Kota Verwaltungssitz | Fläche (km²) | Volkszählung 2020 1 | Volkszählung 2020 1 | Volkszählung 2020 1 | Anzahl der Kelurahan 6 |
| Code 2   | Kecamatan Distrikt | Ibu Kota Verwaltungssitz | Fläche (km²) | Einwohner 3         | 0Dichte 40          | Sex Ratio 5         | Anzahl der Kelurahan 6 |
| -------- | ------------------ | ------------------------ | ------------ | ------------------- | ------------------- | ------------------- | ---------------------- |
| 36.73.01 | Serang             | Kaligandu                | 25,88        | 226.196             | 8.740,2             | 102,7               | 12                     |
| 36.73.02 | Kasemen            | Kasemen                  | 63,36        | 106.813             | 1.685,8             | 107,1               | 10                     |
| 36.73.03 | Walantaka          | Pipitan                  | 48,48        | 102.543             | 2.115,3             | 103,8               | 14                     |
| 36.73.04 | Curug              | Curug                    | 49,60        | 57.346              | 1.156,2             | 106,2               | 10                     |
| 36.73.05 | Cipocok Jaya       | Cipocok Jaya             | 31,54        | 98.907              | 3.135,9             | 105,1               | 8                      |
| 36.73.06 | Taktakan           | Taktakan                 | 47,88        | 100.296             | 2.094,7             | 106,3               | 13                     |
| 36.73    | Kota Serang000     |                          | 000266,74    | .00000692.101       | 00002.594,7         | 104,7               | 67                     |

## Tourismus
2020 wurden 19,15 Mio. Gäste in den 25 Hotels und Quartieren der Stadt gezählt.

## Geschichte
Durch das Gesetz Nr. 32/2007 wurde das Munizipium (Kota) Serang aus dem Regierungsbezirk (Kabupaten) ausgegliedert.

## Söhne und Töchter der Stadt
- Melati Daeva Oktavianti (* 1994), Badmintonspielerin
- Rizki Juniansyah (* 2003), Gewichtheber